# Лауш (мыс)
Лауш (Лавышев, Лавыш, Лаус) — мыс на северо-востоке полуострова Рыбачий, Мурманская область, Баренцево море. 

## Географическое положение
Мыс Лауш расположен на берегу Баренцева моря, в прошлом на «Лапландском берегу Северного океана, Архангельской губернии», в настоящее время Печенгский район, Мурманская область, Баренцево море, в восточной части губы Лауш, на северо-востоке полуострова Рыбачий. В 3,5 км южнее расположен посёлок Цыпнаволок и выступающий на восток мыс Цыпнаволок.

## Описание
Мыс Лауши узкий, низменный, с невысокими обрывистыми берегами. На картах XVI—XVII веков голландских мореплавателей мыс Лауш обозначен как мыс Stangenaes, Sangnaes. В летописях 1608—1611 годов встречается первое упоминание о становище Лавышево, а позднее, в 1930—1959 годах упоминается уже как посёлок Лауши. В 1935—1937 годах экспедиция Б. Ф. Землякова обнаружила на данном квадрате стоянки «арктического палеолита».
Название мыса происходит от норв. Lav и имеет несколько вариантов перевода: 1) мох, лишайник; 2) морской глубоко сидящий; 3) лоуха, лаушка — ловушка.